# Heinrich Kreß
Heinrich Kreß (* 1. August 1902 in Hanau; † 4. Dezember 1985) war ein hessischer Politiker (CDU) und ehemaliger Abgeordneter des Hessischen Landtags.
Heinrich Kreß machte nach der Volksschule eine kaufmännische Lehre und war als Angestellter in Handel und Industrie tätig. Später war er Gründer einer Großhandlung und zuletzt als Bücherrevisor tätig.
In seiner Jugend war er in der Arbeiterjugend und in der Wandervogelbewegung tätig, später im kirchlichen Leben. Nach dem Zweiten Weltkrieg war er 1945 Mitbegründer der CDU im Landkreis Hanau und dort ehrenamtlicher Geschäftsführer. Vom 1. Juli 1946 bis zum 31. Januar 1968 war Heinrich Kreß Landrat im Landkreis Gelnhausen und vom 1. Dezember 1946 bis zum 30. November 1950 war er Mitglied des Hessischen Landtags.

## Ehrungen
- 1968: Verdienstkreuz 1. Klasse der Bundesrepublik Deutschland
- 1977: Großes Verdienstkreuz der Bundesrepublik Deutschland
- Er wurde von der Stadt Gelnhausen zum Ehrenbürger ernannt.
- Das Heinrich Kreß-Haus in Linsengericht trägt seinen Namen.